# Ardeola bacchus
La sgarza della Cina (Ardeola bacchus Bonaparte, 1855) è un uccello della famiglia degli Ardeidi.

## Descrizione
La sgarza della Cina misura circa 45 cm di lunghezza. Quando indossa il piumaggio non riproduttivo non si discosta molto, nell'aspetto, dalle altre specie del genere Ardeola. Presenta ali, posteriore e coda bianchi e testa, mantello e dorso di colore scuro. Le regioni inferiori ricordano molto quelle della sgarza indiana. Il becco è giallo con la punta scura, le redini sono giallo-verdastre, l'iride è di un giallo-oro intenso e le zampe sono giallastre. I sessi sono simili.
Gli esemplari immaturi hanno le regioni superiori scure e la testa color camoscio, e sono ricoperti da un gran numero di strisce più scure marroni e camoscio.

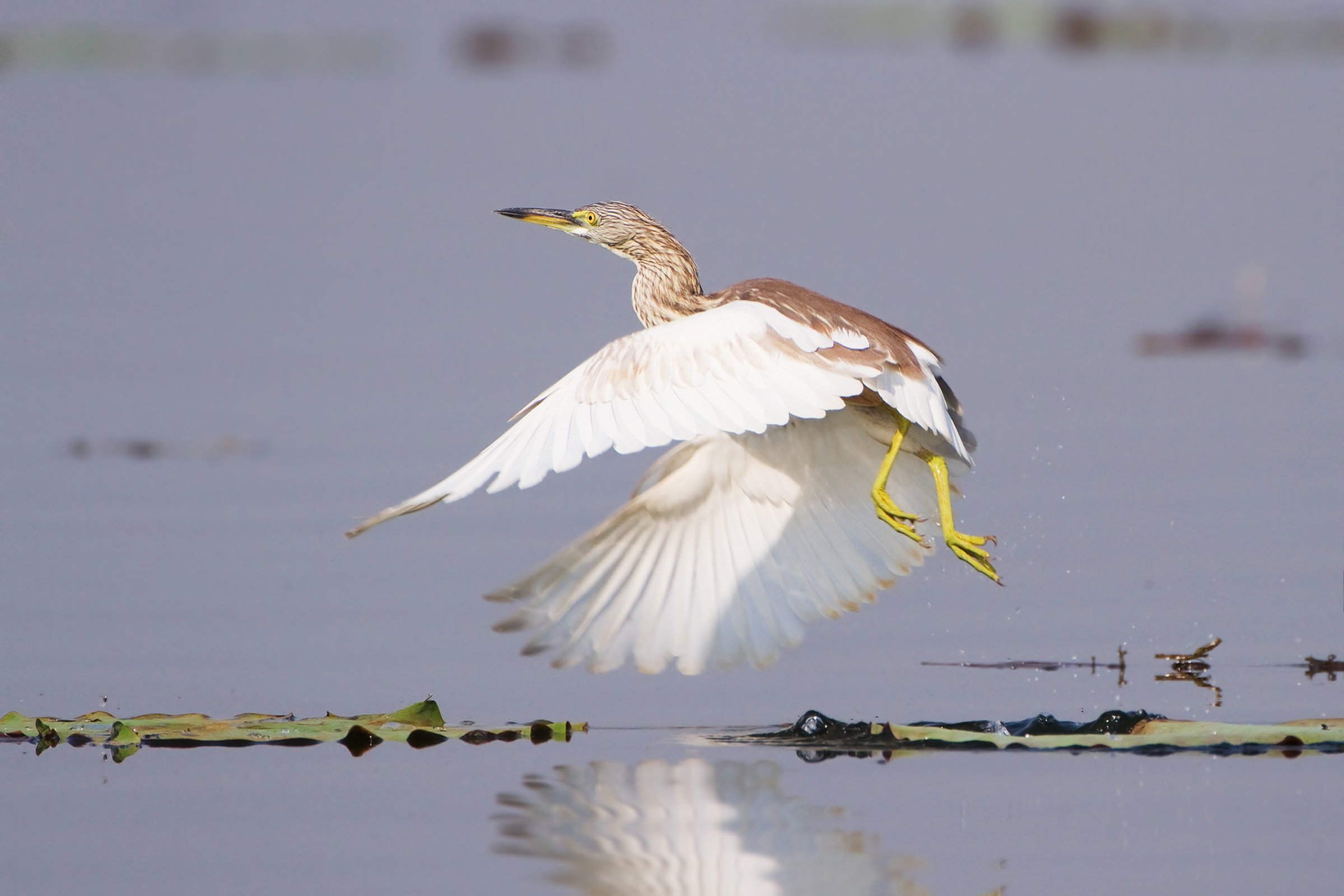
Adulto con piumaggio invernale.

Tuttavia, quando indossa l'abito riproduttivo, la sgarza della Cina è inconfondibile. Il maschio presenta allora testa, collo e parte superiore del petto di un color rosso-castano, quasi vinato, e una serie di lunghe piume lanceolate che scendono dalla nuca. Il dorso diviene color ardesia scuro o bronzo-purpureo, così come la parte inferiore del petto. La base del becco diviene azzurrognola. Sebbene le zone di colore scuro siano molto più ampie che in qualsiasi altra specie di sgarza, una volta in volo l'uccello appare ugualmente in gran parte bianco. L'abito riproduttivo della femmina è simile a quello del maschio, ma ha piume meno sviluppate, la parte anteriore del collo più chiara, quasi biancastra, ed è privo della macchia color ardesia sul petto. Dopo la stagione degli amori, sia i maschi che le femmine presentano un piumaggio di «simil-eclisse» molto simile a quello degli immaturi. Poco dopo viene effettuata la muta e riappare nuovamente il piumaggio non riproduttivo.

## Biologia
La sgarza della Cina va a caccia di piccoli pesci, rane, crostacei e insetti nelle aree ripariali e sui prati umidi. È stato osservato che spesso accampagna i bufali asiatici per catturare i piccoli animali messi in fuga dal loro pascolare o i parassiti che vivono sul loro corpo. Le sgarze della Cina nidificano in piccole colonie, spesso in compagnia di altri aironi. Il nido viene costruito con ramoscelli e cannucce di palude. La femmina depone 3-5 uova verde pallido, che vengono incubate da entrambi i genitori per circa tre settimane.
Le popolazioni più settentrionali di questa specie migrano regolarmente verso sud, sorvolando la Cina meridionale per svernare nella penisola malese, in Thailandia, Indocina e Borneo. Gli uccelli appartenenti alla colonia di Yichang iniziano a spostarsi verso sud alla fine di ottobre, mentre quelli che vivono nei pressi di Pechino si mettono in movimento tra la fine di settembre e i primi di ottobre. Le sgarze tornano a Yichang in marzo. Gli avvistamenti avvenuti in Corea del Sud e in Giappone si riferiscono probabilmente a esemplari che si disperdono dopo la nidificazione o a individui erratici.

## Distribuzione e habitat
Confinata all'Asia sud-orientale, la sgarza della Cina ha nidificato alcune volte anche in Manciuria, ma generalmente il suo areale di nidificazione si estende a sud di Pechino, attraverso la Cina orientale e Taiwan, spingendosi a ovest fino al Gansu e allo Shaanxi e, attraverso i margini orientali e meridionali dell'altopiano del Tibet, fino alla valle dell'Assam, raggiungendo quasi il Bhutan. Verso sud il suo areale di nidificazione si estende fino a Bangladesh, Myanmar, isole Andamane, Yunnan, Indocina settentrionale e Hainan. Poche coppie nidificano anche in Thailandia.
L'areale di nidificazione di questa specie si sovrappone a ovest a quello della sgarza indiana e, forse, a quello della sgarza di Giava in Myanmar, Thailandia e Indocina. Tuttavia, non esistono prove che la sgarza della Cina possa incrociarsi con queste altre specie, sebbene ai margini più occidentali dell'areale alcuni esemplari siano stati rinvenuti all'interno di colonie di sgarza indiana.
La specie è considerata uno degli aironi più comuni della Cina orientale. Nei Nuovi Territori di Hong Kong, agli inizi degli anni '60, se ne contavano almeno otto colonie. In una di esse, nel 1961 vennero contate circa 100 coppie, e altri 100 nidiacei furono censiti il 5 agosto 1963. Tuttavia, dopo il 1965, è rimasta un'unica colonia, composta da 145 coppie, poiché tutte le altre sono state abbandonate a seguito dei danni causati da un tifone. A Yichang, che si trova al di sotto delle gole dello Yangtze, nidificano circa 150 coppie. Colonie numerose sono presenti anche nello Yunnan, dove le uova di questi uccelli vengono raccolte dagli abitanti a scopo alimentare.
La sgarza della Cina frequenta paludi, risaie, argini dei fiumi e le sponde delle vasche usate per l'itticoltura. Nelle zone settentrionali della Thailandia la specie è stata rinvenuta lungo torrenti di montagna ad altitudini piuttosto elevate. In Thailandia e ad Hong Kong è presente anche in zone dove l'acqua è relativamente scarsa, e la specie sembra essere ben più adattabile rispetto alla sgarza indiana e a quella di Giava.